# Oupa Manyisa
Oupa Manyisa (Mohlakeng, 30 luglio 1988) è un calciatore sudafricano, centrocampista svincolato.